# Henri de Wijkerslooth de Weerdesteijn
Henri Charles Robert Marie baron de Wijkerslooth de Weerdesteijn (Langbroek, 14 september 1950)  is een Nederlands politicus van de VVD.
De Wijkerslooth is lid van de familie De Wijkerslooth en een zoon van oud-burgemeester van Hilversum (februari 1940 tot juli 1940) mr. K.L.C.M.I. baron de Wijkerslooth de Weerdesteijn. Hij is afgestudeerd in de rechten en heeft naast meerdere functies op het ministerie van Buitenlandse Zaken een diplomatieke carrière gehad waarbij hij gewerkt heeft op Nederlandse ambassades in Marokko, Colombia, Duitsland en Kenia. In 1999 werd hij directeur van het kabinet van de gouverneur van de Nederlandse Antillen wat hij bleef tot zijn benoeming in de zomer van 2003 tot burgemeester van Waalre. Midden 2013 maakte hij bekend aan het einde van dat jaar te willen stoppen als burgemeester. Per 1 januari 2014 werd hem ontslag verleend. Vanaf 6 oktober 2017 was Henri de Wijkerslooth de Weerdesteijn ruim een jaar waarnemend burgemeester van Cranendonck.
Van 2005 tot en met 2023 was De Wijkerslooth lid van de Hoge Raad van Adel.